# Замостя (комуна)
Замо́стя (рум. Zamostea) — комуна у повіті Сучава в Румунії. До складу комуни входять такі села (дані про населення за 2002 рік):
- Бадраджі (236 осіб)
- Замостя (1303 особи) — адміністративний центр комуни
- Кожокерень (157 осіб)
- Корпач (123 особи)
- Лунка (298 осіб)
- Нікань (538 осіб)
- Реуцень (109 осіб)
- Теутешть (202 особи)
- Чомиртан (224 особи)

Комуна розташована на відстані 381 км на північ від Бухареста, 24 км на північ від Сучави, 130 км на північний захід від Ясс.

## Населення
За даними перепису населення 2002 року у комуні проживали 3190 осіб, усі — румуни. Усі жителі комуни рідною мовою назвали румунську.
Склад населення комуни за віросповіданням:
| Релігія       | Кількість осіб | Відсоток |
| ------------- | -------------- | -------- |
| православні   | 3103           | 97,3%    |
| п'ятдесятники | 66             | 2,1%     |
| бретрени      | 9              | 0,3%     |
| адвентисти    | 8              | 0,3%     |
| баптисти      | 3              | 0,1%     |
| реформати     | 1              | < 0,1%   |